# Lophoblatta arlei
Lophoblatta arlei är en kackerlacksart som beskrevs av Rocha e Silva 1964. Lophoblatta arlei ingår i släktet Lophoblatta och familjen småkackerlackor. Inga underarter finns listade i Catalogue of Life.